# كلاوس وإيفا هيرليتز

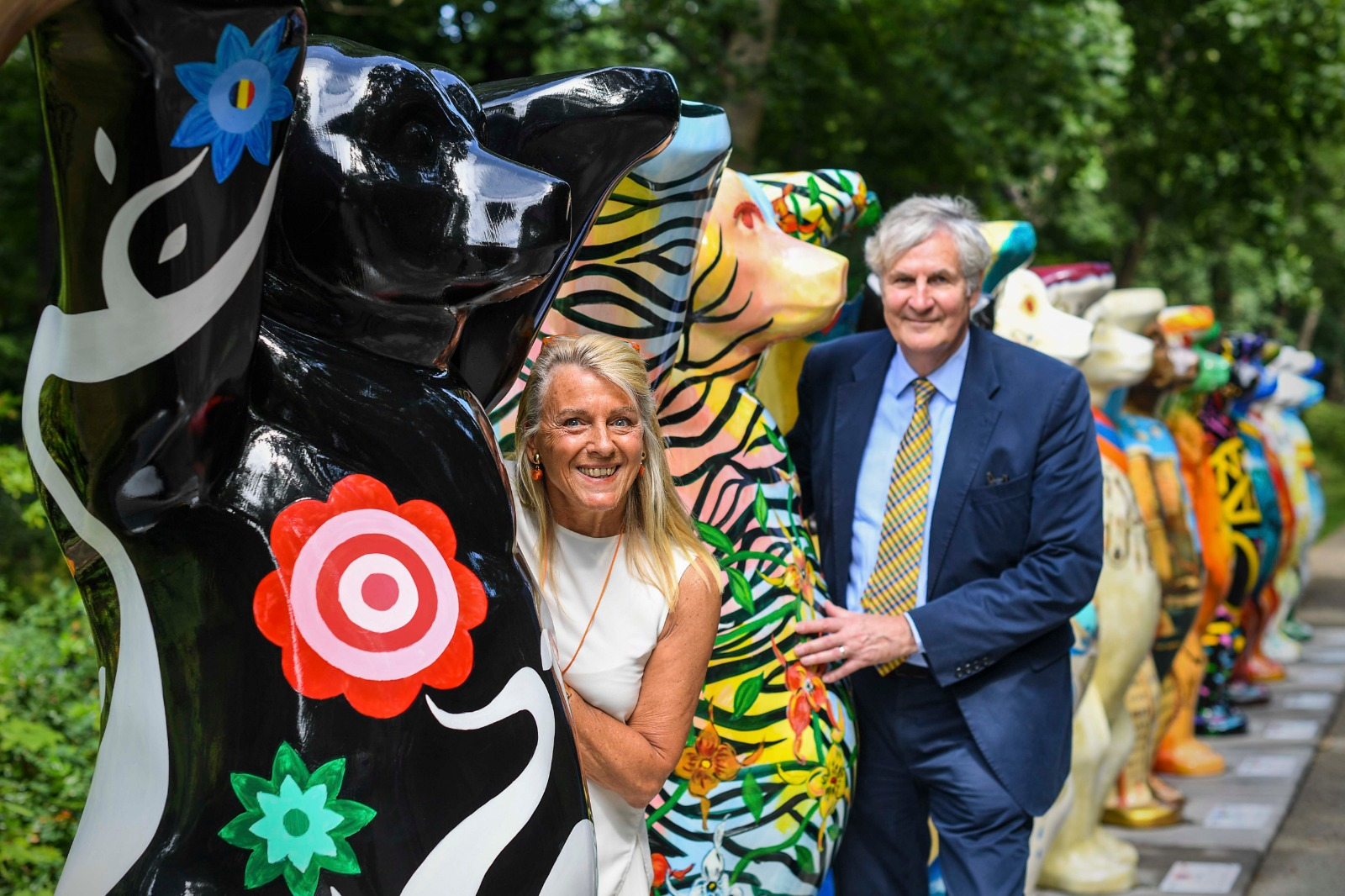
كلاوس وإيفا هيرليتز(٢٠٢٠)

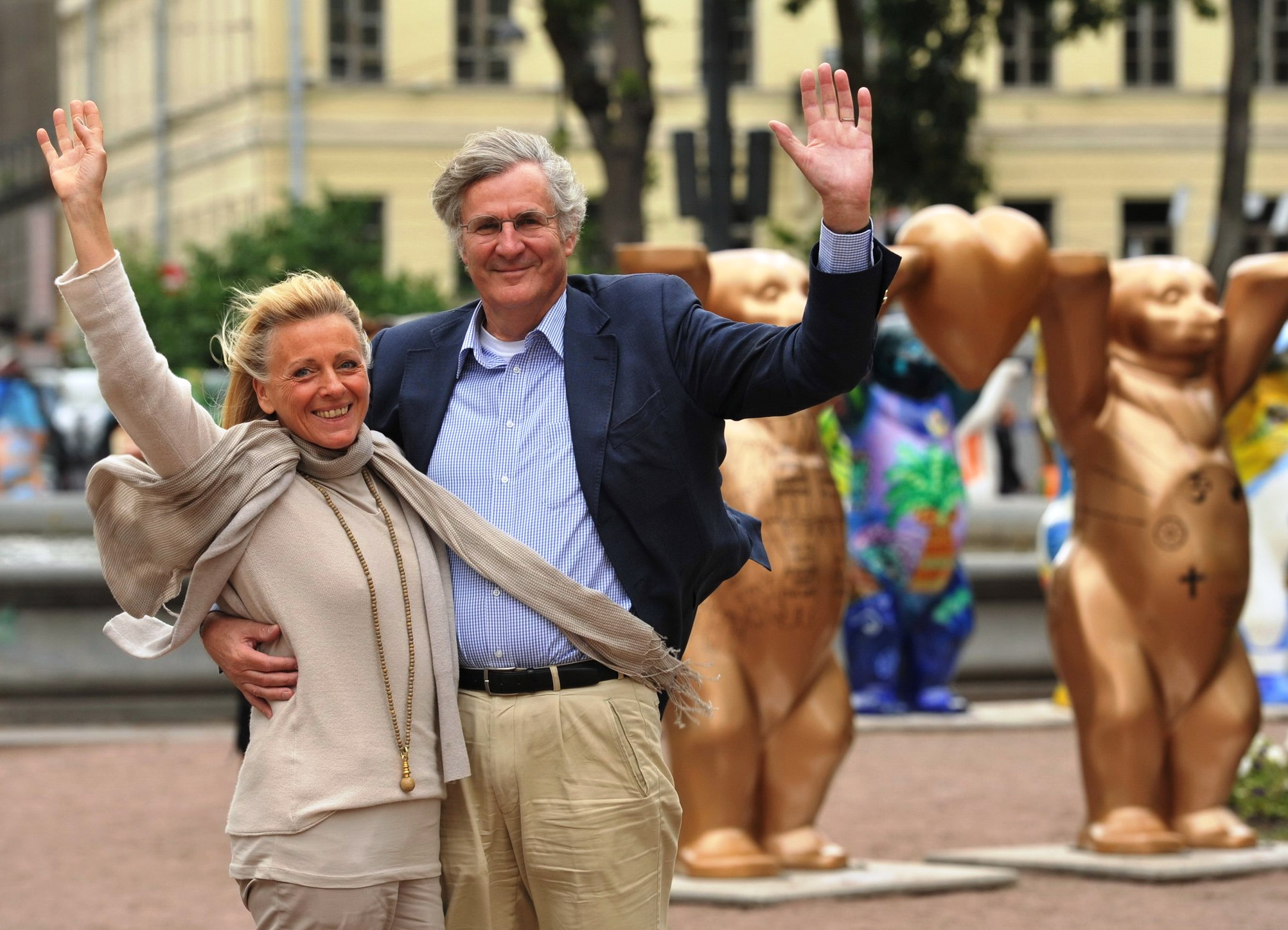
كلاوس وإيفا هيرليتز(سانت بطرسبرغ 2012))

كلاوس وإيفا هيرليتز (توفيا في 26 فبراير 2021) كانا زوجان ألمانيان ورجالي أعمال يعيشون في برلين. لقد طورا الدببة الأصدقاء المتحدون، وهو «رمز دولي للتعاون بين الدول لما يمكن تحقيقه عندما نعمل معًا نحو غد أفضل».
في 1 أكتوبر 2013 تسلمت إيفا وكلاوس هيرليتس وسام استحقاق ولاية برلين عن الخدمة المتميزة للمقاطعة. من أجل المشاركة الاجتماعية المتميزة، حصلت إيفا وكلاوس هيرليتس على ميدالية وسام الاستحقاق من جمهورية ألمانيا الاتحادية في 17 يناير 2019.

## الدببة الأصدقاء
بدأ الدببة الأصدقاء كحدث فني في الشارع في برلين، بدأه كلاوس وإيفا هيرليتز في عام 2001. تم إنشاء وعرض مئات الدببة في المدينة في ذلك العام. كانت هناك دببة على أربع وعلى قدمين، تقف على رؤوسها وتجلس. ذهب هؤلاء الدببة في جولة حول العالم في شنغهاي وبوينس آيريس وسانت غالن في سويسرا.